# チャンズ・メガスティック
チャンズ・メガスティック（学名：Phobaeticus chani）はナナフシの一種。ナナフシの種では最大（最長）。2009年にボルネオのサバ州から比較的新しく記載された種である。学名はタイプ標本を自身のナナフシ標本コレクションより提供したダトゥク・チャン・チュー・ルン（Datuk Chan Chew Lun）への献名である。

## 原記載
Hennemann, Frank H.; Conle, Oskar V. (2009). “Revision of Oriental Phasmatodea: The tribe Pharnaciini Günther, 1953, including the description of the world's longest insect, and a survey of the family Phasmatidae Gray, 1835 with keys to the subfamilies and tribes (Phasmatodea: "Anareolatae": Phasmatidae)”. Zootaxa (Auckland, New Zealand: Magnolia Press) 2322:  1-316. ISBN 978-1-86977-271-0.

## 生態
体長は約35センチ、足を伸ばした全長は55センチにもなる。詳しい生態は分かっていない。